# HPD ARX-03
La HPD ARX-03 è una vettura sport prototipo appartenente alla classe Daytona Prototype International  sviluppate dalla Honda Performance Development nel 2012. 
Il modello 03a utilizza un motore Honda V8 per la categoria LMP1, mentre lo 03b utilizza un V6 turbo motore per la categoria LMP2.
Alla 24 Ore di Le Mans 2012, la vettura è arrivata 
7° assoluta e ha vinto nella categoria LMP2 con la scuderia Starworks Motorsport, guidata dai piloti Enzo Potolicchio, Ryan Dalziel e Tom Kimber-Smith.